# Редипијано (Козенца)
Редипијано је насеље у Италији у округу Козенца, региону Калабрија.
Према процени из 2011. у насељу је живело 745 становника. Насеље се налази на надморској висини од 807 м.